# Katalog van den Bergha

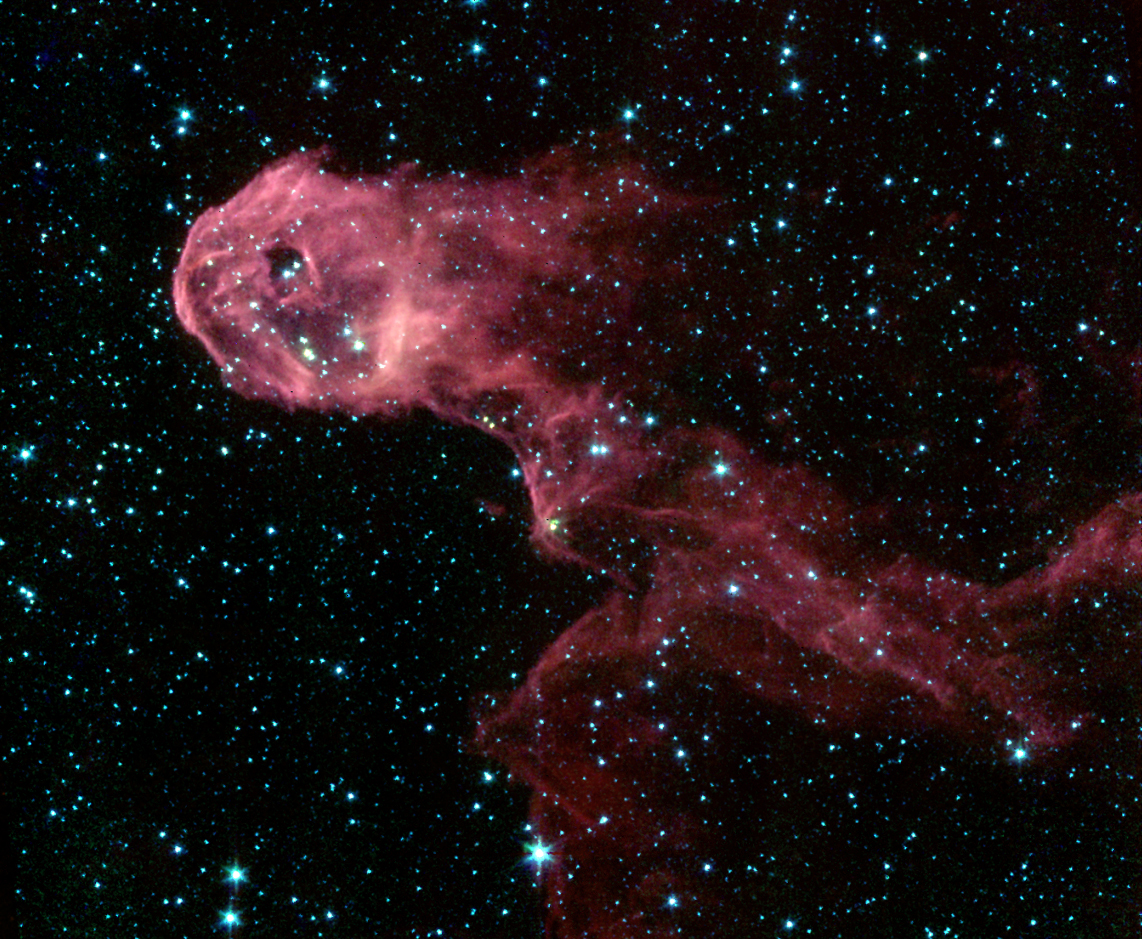
van den Bergh 142 czyli Mgławica Trąba Słonia

Katalog van den Bergha – katalog astronomiczny mgławic refleksyjnych zestawiony przez kanadyjskiego astronoma Sidneya van den Bergha.
Katalog van den Bergha został opublikowany po raz pierwszy w 1966 i zawiera 158 mgławic znajdujących się na niebie na północ od deklinacji -33°.

## Wybrane obiekty katalogu Van den Bergha
- van den Bergh 142 - Mgławica Trąba Słonia
- van den Bergh 152